# Глезер, Хильда Андресовна
Хи́льда А́ндресовна Гле́зер (эст. Hilda Gleser; 26 июня (8 июля) 1893, Вильянди — 25 августа 1932, Таллин) — эстонская актриса, режиссёр, театральный педагог.

## Биография
Хильда Глезер родилась 26 июня (8 июля) 1893 года в городе Вильянди в семье каменщика, там же получила начальное и среднее образование. С 1910 года участвовала в любительских спектаклях. Не получила профессионального театрального образования, однако брала уроки сценического искусства у финской актрисы Хильмы Рантанен, позднее совершенствовалась в Германии и России.
С 1916 года и до конца жизни — актриса театра «Эстония» в Таллине. В 1921—1924 годах параллельно работала в «Утреннем театре», в 1926—1932 годах — в «Рабочем театре». Среди её лучших ролей: Пэк («Сон в летнюю ночь» Шекспира, 1919), Женщина («Человек-масса» Толлера, 1922), Электра («Электра» Гофмансталя, 1923), Озе («Пер Гюнт» Ибсена, 1927), госпожа Пичэм («Трёхгрошовая опера» Гея — Брехта, 1930), Лаура («Домовой» Вильде, 1927), Тийна («Оборотень» Китцберга, 1928). Выступала в жанре художественного чтения (с 1929 года — на радио). Как отмечает «Театральная энциклопедия», «образы, созданные Глезер, отмечены яркой характерностью, задушевностью, героической направленностью, отличаются острым своеобразным рисунком, предельной выразительностью».
В 1924—1932 годах преподавала сценическую практику в Школе театрального искусства в Таллине. В 1924 году дебютировала как театральный режиссёр со спектаклем «Земля» Брюсова в «Утреннем театре». Глезер выступала против мещанских вкусов и отдавала предпочтение социально-критическим драмам. В её спектаклях ощущалось влияние немецкого экспрессионизма. Ей хорошо удавались ритмические массовые сцены. Среди наиболее заметных постановок Глезер: «РУР» Чапека (1925, театр «Эстония»), «Ночь» Мартинэ (1927, «Рабочий театр»), «В вихре ветров» Китцберга (1927, «Рабочий театр»), «На дне» Горького (1931, «Рабочий театр»), «Гоп-ля, мы живём!» Толлера (1929, «Рабочий театр»).
Хильда Глезер умерла 25 августа 1932 года от тяжёлой болезни в хирургической больнице Таллина. Похоронена на старом кладбище Вильянди.